# Nguyễn Văn Minh (tướng công an)
Nguyễn Văn Minh là một tướng lĩnh của lực lượng Công an nhân dân Việt Nam với quân hàm Thiếu tướng. Ông hiện giữ chức vụ Phó Cục trưởng Cục Cảnh sát quản lý trại giam, cơ sở giáo dục bắt buộc, trường giáo dưỡng (Cục C10), Bộ Công an. Ông nguyên là Giám đốc Công an tỉnh Thái Bình

## Tiểu sử
Nguyễn Văn Minh là đảng viên Đảng Cộng sản Việt Nam.
Ngày 15 tháng 11 năm 2016, Đại tá Nguyễn Văn Minh lúc này đang là Phó Giám đốc Công an tỉnh Hưng Yên, được Bộ trưởng Bộ Công an Tô Lâm điều động bổ nhiệm giữ chức vụ Giám đốc Công an tỉnh Thái Bình thay cho Thiếu tướng Lê Đình Nhường chuyển công tác làm Phó Chủ nhiệm Ủy ban Quốc phòng - An ninh của Quốc hội.
Ngày 8 tháng 10 năm 2019, Đại tá Nguyễn Văn Minh nhận quyết định điều động của Bộ trưởng Bộ Công an Tô Lâm thôi chức Giám đốc Công an tỉnh Thái Bình, tới nhận công tác và giữ chức vụ Phó Cục trưởng Cục Cảnh sát quản lý trại giam, cơ sở giáo dục bắt buộc, trường giáo dưỡng (Cục C10), Bộ Công an.
Từ tháng 6 năm 2020, Nguyễn Văn Minh là Thiếu tướng Công an nhân dân Việt Nam, Phó Cục trưởng Cục C10, Bộ Công an.

## Lịch sử thụ phong quân hàm
| Năm thụ phong | –      | 2020        |
| ------------- | ------ | ----------- |
| Quân hàm      |        |             |
| Cấp bậc       | Đại tá | Thiếu tướng |